# Margarete Bause

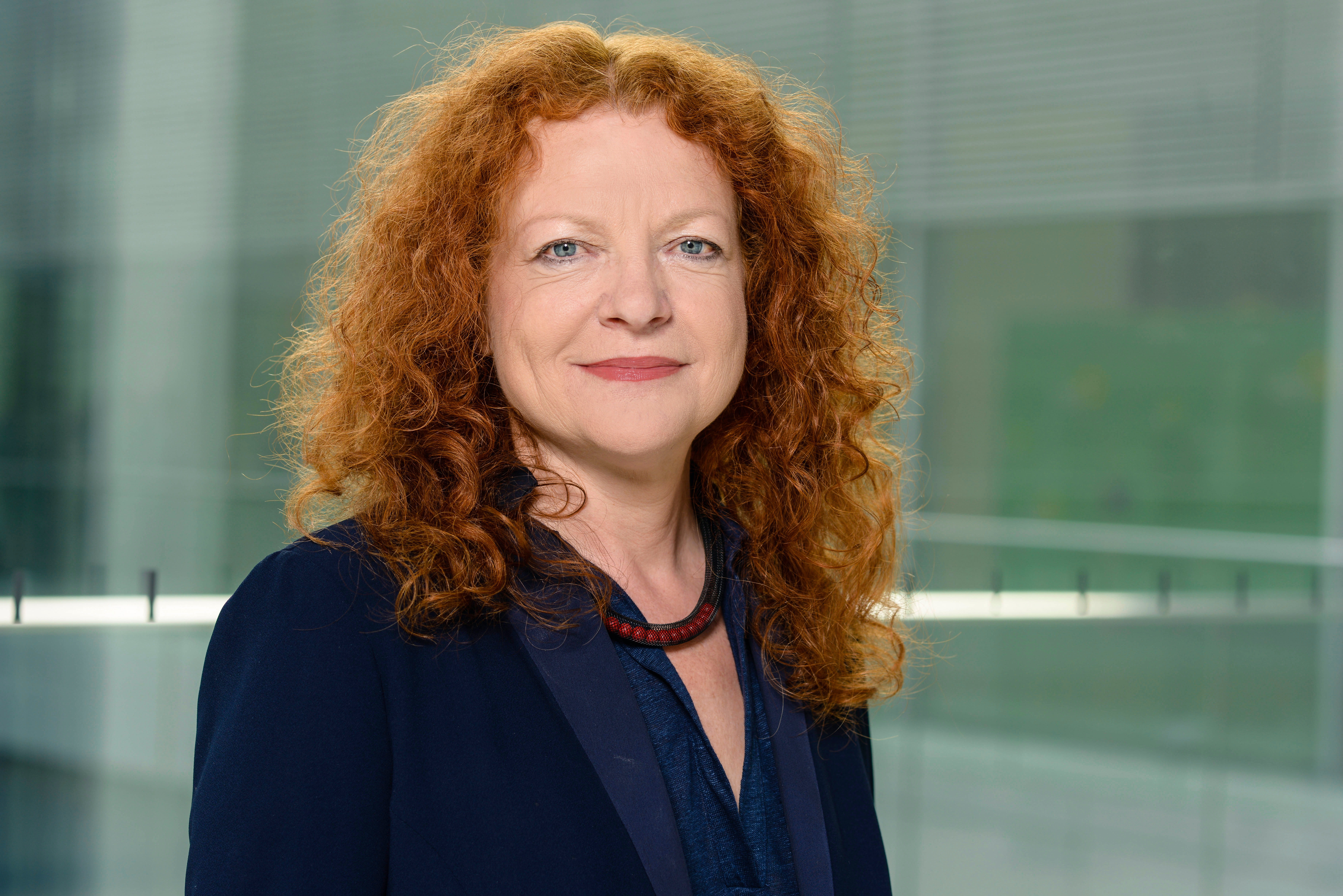
Margarete Bause (2020)

Margarete Bause (* 19. Januar 1959 in Wertheim) ist eine deutsche Politikerin (Bündnis 90/Die Grünen) und Soziologin. Sie zog erstmals 1986 in den Bayerischen Landtag ein und war von ihrem Wiedereinzug 2003 an bis 2017 Fraktionsvorsitzende der Grünen-Fraktion Bayern. Bei der Wahl zum 19. Deutschen Bundestag wurde Bause am 24. September 2017 über die Bayerische Landesliste der Grünen in den Bundestag gewählt. Im 19. Deutschen Bundestag war sie Sprecherin für Menschenrechte und humanitäre Hilfe der Grünen Bundestagsfraktion.

## Biografie

### Herkunft und Schule
Margarete Bause wuchs gemeinsam mit drei Brüdern auf dem niederbayerischen Almenhof auf und besuchte die Volksschule Altdorf, bevor sie am Hans-Leinberger-Gymnasium im nahe gelegenen Landshut 1978 ihr Abitur machte.

### Studium und wissenschaftliche Arbeit
Für ihr Studium zog Margarete Bause nach München, wo sie an der Ludwig-Maximilians-Universität Germanistik, Politikwissenschaft und Soziologie studierte. Ihren Abschluss als Diplom-Soziologin machte sie 1995. Im Anschluss war Margarete Bause von 1996 bis 1998 als wissenschaftliche Mitarbeiterin beim Soziologen Ulrich Beck tätig und arbeitete in einem interdisziplinären Forschungsprojekt zu den gesellschaftlichen Folgen der Humangenetik.

### Frauenreferentin der Grünen
Politisiert durch den Kampf gegen den §218 und für die Gleichberechtigung von Frau und Mann engagierte sich Margarete Bause zu Beginn der 1980er-Jahre in der Frauenbewegung und knüpfte so erste Kontakte zu den damals neu gegründeten Grünen. 1984 wurde sie Frauenreferentin der Bayerischen Grünen, denen sie jedoch erst 1986 beitrat. Von 1986 bis 1990 war sie Landtagsabgeordnete.
Ein Schwerpunkt ihrer Arbeit war die Etablierung auch noch heute gültiger Änderungen, wie der Quotierung von Wahl- und Redelisten zur Gleichberechtigung von Frauen und Männern.

### Landesvorsitzende der bayerischen Grünen (1991 bis 1993 und 1998 bis 2003)
Um ihr Studium zu beenden und Zeit für ihren neugeborenen Sohn zu haben, verzichtete Margarete Bause auf eine erneute Kandidatur für den Landtag. Jedoch übernahm sie 1991 zusammen mit Gerald Häfner den Landesvorsitz der Bayerischen Grünen, den sie bis 1993 und erneut von 1998 bis 2002 mit Jerzy Montag sowie 2003 mit Sepp Daxenberger innehatte. In ihrer Amtszeit stieß sie unter anderem mit dem Kongress „Green the Future“ technologie- und zukunftspolitische Debatten innerhalb der Partei an und trug damit wesentlich zu dem noch heute geltenden grünen Grundsatz der Vereinbarkeit von Ökologie und Ökonomie bei.

### Fraktionsvorsitzende und Spitzenkandidatur (2003 bis 2017)
Seit ihrem Wiedereinzug in den Bayerischen Landtag 2003 war Margarete Bause Fraktionsvorsitzende der Grünen im Bayerischen Landtag. Schwerpunkte ihrer politischen Arbeit waren seitdem die Bildungs- und Umweltpolitik sowie eine nachhaltige Wirtschaft. Von 2004 bis 2007 gehörte sie dem Untersuchungsausschuss zur Staatsministerin Monika Hohlmeier an, der sich mit der Münchner CSU-Affäre beschäftigte.
2013 wurde Margarete Bause mit 93,7 Prozent zur Spitzenkandidatin der Bayerischen Grünen für die bevorstehende Landtagswahl gewählt. Als viertstärkste Kraft nach CSU, SPD und Freien Wählern zogen sie mit 8,6 % in den Landtag ein. Bause trat zur turnusgemäßen Neuwahl 2017 nicht erneut als Fraktionsvorsitzende an. Ihre Nachfolgerin wurde Katharina Schulze. Nach ihrer Wahl in den Bundestag verzichtete sie am 24. Oktober 2017 auf das Landtagsmandat. Für sie rückte Martin Runge nach.

### Bundestag
Bei der Bundestagswahl 2017 kandidierte Margarete Bause im Wahlkreis 218 München-Ost als Direktkandidatin der Grünen und erzielte mit 15,3 % der Erststimmen und 16,1 % der Zweitstimmen ein Ergebnis, das die Grünen zur zweitstärksten Partei (bei den Zweitstimmen) im Wahlkreis machte. Über Platz 9 der Landesliste der Grünen (Grüne 9,7 % der Zweitstimmen in Bayern) zog Margarete Bause in den Bundestag ein, wo sie Sprecherin für Menschenrechte und humanitäre Hilfe der Grünen war.
Bei der Bundestagswahl 2021 verlor sie in einer Kampfabstimmung im Wahlkreis 218 München-Ost die Direktkandidatur an Vaniessa Rashid. Ihr Listenplatz 22 reichte für den Wiedereinzug ins Parlament nicht aus.

### Seit 2021
Im Anschluss an ihre Zeit als Abgeordnete wurde Bause 2022 stellvertretende Vorsitzende von Transparency International Deutschland. und seit 2023 ist sie Teil des Vorstands der Petra-Kelly-Stiftung.

## Nebentätigkeiten, Einkünfte und Mitgliedschaften
Von 1990 bis 1998 war Bause Mitglied des Rundfunkrates des Bayerischen Rundfunks. Sie ist Gründerin des Netzwerkes für ökologisches Wirtschaften und Mitglied im Beirat der Umweltbank Nürnberg, Mitglied der Stiftung Wings of Hope sowie Kuratoriumsmitglied der Hochschule für Philosophie München.
Darüber hinaus ist sie Fördermitglied des Montessori Landesverbands Bayern, des Bund Naturschutzes Bayern, des Eine Welt Netzwerks und der Johanniter.
Außerdem ist sie ehrenamtlich ohne Aufwandsentschädigung im Beirat der Stiftung Bayerisches Amerikahaus gGmbH und im Kuratorium des AKM (Ambulantes Kinderhospiz München) und dem Münchner Forum für Islam tätig.
Im Deutschen Bundestag gehörte Bause als Obfrau dem Ausschuss für Menschenrechte und humanitäre Hilfe an. Darüber hinaus war sie stellvertretendes Mitglied im Ausschuss für wirtschaftliche Zusammenarbeit und Entwicklung sowie im Unterausschuss Vereinte Nationen, Internationale Organisationen und Globalisierung. Zudem ist sie Schriftführerin und stellvertretende Vorsitzende der Deutsch-Belarussischen Parlamentariergruppe sowie der Deutsch-Chinesischen Parlamentariergruppe.
Sie ist Trägerin der Bayerischen Verfassungsmedaille in Silber und Gold sowie des Bayerischen Verdienstordens.

## Familie
Margarete Bause hat einen Sohn und lebt mit ihrem Mann in ihrem ehemaligen Wahlkreis im Münchner Osten. Sie ist konfessionslos.